# Fernando Correia da Costa
Fernando Corrêa da Costa (Cuiabá, 29 de agosto de 1903 — Campo Grande, 2 de dezembro de 1987) foi um médico e político brasileiro, tendo ocupado o cargo de senador e de governador de Mato Grosso por dois mandatos.

## Formação
Fez o primário e o ginásio no Liceu Cuiabano, formando-se em medicina em 1926 na Faculdade da Praia Vermelha no Rio de Janeiro.
Mudou-se para Campo Grande no ano de 1927, onde, na direção de um automóvel Ford Bigode, realizava atendimento médico à população. Em geral, atendia a qualquer hora do dia ou da noite clientes das mais diversas camadas sociais, dentre os quais não estabelecia distinções.

## Carreira política
A sua carreira política foi consequência de sua fama como cirurgião. No ano de 1946, com o restabelecimento da democracia, a convite dos advogados Wilson Barbosa Martins e José Fragelli, ingressa na UDN (União Democrática Nacional) e vence a eleição para prefeito de Campo Grande em 1947.
No mês de outubro de 1950 elege-se governador do Estado, cargo que voltaria a ocupar em 1961. Como governador sua maior preocupação foi com a energia elétrica e transporte. Nos períodos entre 1959 e 1961 e 1967 a 1975, ocupa o cargo de senador da República pelo Estado de Mato Grosso, encerrando sua carreira política em 1975.
Foi professor da Faculdade Mato-grossense de Odontologia e Farmácia de Campo Grande, instituição que posteriormente daria origem à Universidade Federal de Mato Grosso do Sul (UFMS).
Fernando Correia da Costa faleceu em Campo Grande no dia 2 de dezembro de 1987.

## Mandatos
| Prefeito de Campo Grande  | 1948 a 1951 |
| Governador de Mato Grosso | 1951 a 1956 |
| Senador da República      | 1959 a 1961 |
| Governador de Mato Grosso | 1961 a 1966 |
| Senador da República      | 1967 a 1975 |

## Trabalhos publicados
- "O Ensino no Estado de Mato Grosso", Brasil. Imprensa Oficial, 1963.
- "Realizações do Presidente Getúlio Vargas no Ministério da Agricultura", conferência realizada em 20 de dezembro de 1940, Rio de Janeiro, Jornal do Commércio, 1941.
- "A Vida Administrativa de São Paulo", relatório ao Governo Federal, 1944

### Homenagens recebidas
- Medalha de Tamandaré, conferida pela Marinha do Brasil.